# Lisa Campbell
Pour les articles homonymes, voir Campbell.
Lisa Campbell est une avocate et fonctionnaire canadienne, née à Montréal dans la deuxième moitié du XXe siècle. 
Elle est présidente de l'Agence spatiale canadienne (ASC) depuis le 14 septembre 2020 pour un mandat de cinq ans. 

## Éducation et carrière juridique
Lisa Campbell naît à Montréal dans la deuxième moitié du XXe siècle. 
Elle obtient un baccalauréat ès arts en sciences politiques de l'Université McGill en 1988, suivi d'un bachelor of Laws de la faculté de droit de l'Université Dalhousie en 1991. 
Elle travaille comme avocate à Ottawa dans les domaines du droit pénal, du droit du travail et du droit constitutionnel.

## Carrière au gouvernement fédéral
Après être devenue sous-ministre adjointe de la Défense et des Approvisionnements maritimes, où elle est impliquée dans les achats militaires tels que le remplacement des avions de combat, Campbell devient sous-ministre associée des Anciens Combattants Canada.

### Présidente de l'Agence spatiale canadienne
Le 3 septembre 2020, Lisa Campbell est annoncée comme nouvelle présidente de l'Agence spatiale canadienne,, devenant ainsi la première femme nommée à ce poste à temps plein,,. Elle entre en fonctions le 14 septembre 2020 et succède au président sortant Sylvain Laporte (en).